# Nør
Nør (dansk) eller Noer (tysk) er en landsby og kommune beliggende på halvøen Jernved (også Danskerskoven, tysk Dänischer Wohld) cirka 20 km øst for Egernførde (Egernfjord by) ved Egernfjord. Administrativt hører kommunen under Rendsborg-Egernførde kreds i den nordtyske delstat Slesvig-Holsten. Kommunen omfatter også landsbyen Lindhoved (også Lindhøft, tysk Lindhöft). Den samarbejder på administrativt plan med andre kommuner i omegnen i Dänischenhagen kommunefællesskab (Amt  Dänischenhagen). I kirkelig henseende ligger byen i Dänischenhagen Sogn. Sognet lå i Jernved godsdistrikt (Hertugdømmet Slesvig/Sønderjylland), da området tilhørte Danmark.

## Historie
Landsbyen blev første gang nævnt i 1479 (Rep. dipl.). Stednavnet henviser til enten en klint  eller et nor.
Nør har en stor herregård, som har rødder i 1400-tallet. Herregården er i dag en lejrskole. Prins Frederik af Nør beboede herregården i 1800-tallet, da han var statholder i Slesvig-Holsten, indtil han blev landsforvist efter treårskrigen. Frederik af Nør overrumplede den 24. marts 1848 den danske garnison i Rendsborg ved at optræde i dansk uniform og appellere til sine gamle soldater og officerer. De fulgte ham i en opstand/et oprør for at opnå selvstændighed for området. Han blev derefter krigsminister i den tyske slesvig-holstenske regering.
Landsbyen råder ikke over en egen kirke og tilhører Krusentorp sogn.
Nordøst for landsbyen Nør ved stranden ligger den cirka 47 qm store naturbeskyttelsesområde Skovklædt Klit (Bewaldete Düne). Det økologisk værdifulde naturområde er udpeget som Natura 2000-område.

## Eksterne hevisninger
- Wikimedia Commons har flere filer relateret til Nør
- Kommune Nør